# 세리에 D
세리에 D(이탈리아어: Serie D 세리에 디[*])는 이탈리아의 4부 축구 리그이며, 이탈리아의 세미프로 아마추어 축구 리그 중 최상위 단계에 있다. 레가 나치오날레 딜레탄티에 의해 운영되며, 상위 리그인 세리에 C와 하위 리그인 에첼렌차와 승강제를 가진다.

## 같이 보기
- 이탈리아 축구 리그 시스템